# Devils Lake (Dakota del Norte)
Devils Lake es una ciudad ubicada en el condado de Ramsey en el estado estadounidense de Dakota del Norte. En el censo de 2010 tenía una población de 7141 habitantes y una densidad poblacional de 423,53 personas por km².

## Geografía
Devils Lake se encuentra ubicada en las coordenadas 48°6′45″N 98°52′29″O / 48.11250, -98.87472. Según la Oficina del Censo de los Estados Unidos, Devils Lake tiene una superficie total de 16.86 km², de la cual 16.85 km² corresponden a tierra firme y (0.09%) 0.02 km² es agua.

## Demografía
Según el censo de 2010, había 7141 personas residiendo en Devils Lake. La densidad de población era de 423,53 hab./km². De los 7141 habitantes, Devils Lake estaba compuesto por el 82.86% blancos, el 0.52% eran afroamericanos, el 12.53% eran amerindios, el 0.42% eran asiáticos, el 0.03% eran isleños del Pacífico, el 0.25% eran de otras razas y el 3.39% pertenecían a dos o más razas. Del total de la población el 1.34% eran hispanos o latinos de cualquier raza.